# Roland Menou
Roland Menou, né à Soissons en région Hauts-de-France, est un acteur français.

## Biographie
Après une formation au Cours Florent, Roland Menou débute à la télévision aux côtés d'Édouard Baer dans Nulle part ailleurs sur Canal +.
Il tourne parallèlement au cinéma, sous la direction de James Huth, Isabelle Nanty, Valérie Guignabodet, Thomas Langmann, Eric Rochant et Julie Delpy.
Pour la télévision, il participe à des séries comme Caméra Café, Au siècle de Maupassant : Contes et nouvelles du XIXème siècle ou dans les téléfilms Le Malade imaginaire de Christian de Chalonge et Arletty, une passion coupable d'Arnaud Sélignac.
En 2006, après avoir joué Le Grand Mezze d’Édouard Baer et François Rollin au théâtre du Rond-Point, puis avec Michel Fau dans l’opérette Dédé d'Henri Christiné, il présente son premier one-man-show, co-écrit avec Audrey Tautou et mis en scène par Isabelle Nanty et David Nathanson. Il le joue pendant deux ans et reçoit le prix de la SACD.
En 2019, il réalise Amor Maman, un court-métrage avec Arielle Dombasle, grand prix du Jury au Festival Fenêtre sur Court de Dijon, et il est Joël dans la comédie à succès Les Crevettes pailletées de Cédric Le Gallo et Maxime Govare, suivi, deux ans plus tard, par La Revanche des Crevettes pailletées des mêmes réalisateurs.

## Filmographie

### Cinéma

#### Longs métrages
- 1998 : Serial Lover de James Huth : Rolan'Stone
- 2000 : La Bostella d'Édouard Baer : Roland
- 2000 : Le Battement d'ailes du papillon de Laurent Firode : un homme dans le métro
- 2000 : Bad Karma d'Alexis Miansarow
- 2002 : Monique : toujours contente de Valérie Guignabodet : le créatif
- 2002 : Ah ! si j'étais riche de Michel Munz : le clochard
- 2002 : Le Bison (et sa voisine Dorine) d'Isabelle Nanty : le facteur
- 2002 : Demi-tarif d'Isild Le Besco
- 2003 : Quand tu descendras du ciel d'Éric Guirado : Seb
- 2003 : Toutes les filles sont folles de Pascale Pouzadoux : un gendarme
- 2003 : Bienvenue au gîte de Claude Duty : le randonneur aux cloques
- 2003 : Magnum de Gaëtan Chataigner et Philippe Katerine
- 2004 : Demi-tarif d'Isild Le Besco
- 2005 : Au suivant ! de Jeanne Biras : le directeur artistique
- 2005 : Akoibon d'Édouard Baer
- 2005 : Foon de Benoît Pétré, Deborah Saïag, Mika Tard et Isabelle Vitari : Drak
- 2006 : Toothache de Ian Simpson
- 2006 : Da Vinci Code de Ron Howard : un technicien de la DCPJ
- 2006 : L'École pour tous d'Éric Rochant : Sylvain
- 2007 : Michou d'Auber de Thomas Gilou : le surveillant
- 2007 : Cap Nord de Sandrine Rinaldi
- 2007 : La Fabrique des sentiments de Jean-Marc Moutout
- 2008 : Le Voyage en Inde de Yann Piquer
- 2008 : Leur morale... et la nôtre de Florence Quentin : un employé du supermarché
- 2008 : Astérix aux Jeux olympiques de Frédéric Forestier et Thomas Langmann : un légionnaire
- 2010 : Thelma, Louise et Chantal de Benoît Pétré : le barman
- 2011 : Le Skylab de Julie Delpy : le satyre du train
- 2011 : La Délicatesse de Stéphane et David Foenkinos : le collègue Millenium
- 2012 : Chercher le garçon de Dorothée Sebbagh : le Bonobo
- 2013 : Opium d'Arielle Dombasle : André Breton
- 2013 : L'Étoile du jour de Sophie Blondy : Ursule
- 2014 : Qu'est-ce qu'on a fait au Bon Dieu ? de Philippe de Chauveron : Gérald
- 2017 : Épouse-moi mon pote de Tarek Boudali : le patron
- 2019 : Les Crevettes pailletées de Cédric Le Gallo et Maxime Govare : Joël
- 2022 : La Revanche des Crevettes pailletées de Cédric Le Gallo et Maxime Govare : Joël
- 2024 : Les Cadeaux de Raphaële Moussafir et Christophe Offenstein : le vendeur Fnac

#### Courts métrages
- 2000 : Salle de plonge d'Eric Reiffsteck
- 2002 : Loup ! de Zoé Galeron : le marié
- 2002 : Du poil de la bête d'Hany Tamba : Loumier
- 2003 : Les Aventures de Cassandre et Quentin de Mika Tard et Roland Menou
- 2014 : J'aurais pas dû mettre mes Clarks de Marie Caldera : l'assistant
- 2019 : Amor Maman de Roland Menou : Roland

#### Réalisations et scénarios courts métrages
- 2003 : Les Aventures de Cassandre et Quentin (coréalisé avec Mika Tard)
- 2019 : Amor Maman

#### Dialogues
- 2010 : Thelma, Louise et Chantal de Benoît Pétré
- 2018 : I Love My Mum de d'Alberto Sciamma

#### Photographe de plateau
- 2010 : Thelma, Louise et Chantal de Benoît Pétré

### Télévision

#### Téléfilms
- 2008 : Le Malade imaginaire de Christian de Chalonge : Monsieur Fleurant
- 2014 : Magnum de Philippe Katerine : le vendeur de portables
- 2015 : Arletty, une passion coupable d'Arnaud Sélignac : Franck
- 2016 : Le Mec de la tombe d'à côté d'Agnès Obadia

#### Séries télévisées
- 2002 : Groupe flag, 1 épisode d'Étienne Dhaene : le pickpocket
  - Saison 3, épisode 2 : Domino
- 2002 : PJ de Gérard Vergez
- 2003 : Caméra Café
- 2005 : Les Rois maudits de Josée Dayan
- 2006 : Enterrement de vie de jeune fille de Deborah Saïag et Benoît Pétré : le curé
- 2006 : Au siècle de Maupassant: Contes et nouvelles du XIXème siècle, 1 épisode de Laurent Heynemann : Alcide Tourneroche
  - Saison 3, épisode 4 : Un gentilhomme
- 2008 : Mademoiselle, saison 1
- 2010 : La Cour des grands, 1 épisode de Dominique Ladoge : l'épicier
  - Saison 3, épisode 4 : Alice
- 2011 : Hard, 1 épisode de Cathy Verney :  un client
  - Saison 2, épisode 1
- 2014 : Caïn, 1 épisode de Benoît d'Aubert : le gérant de club
  - Saison 2, épisode5 : L'île
- 2017 : Capitaine Marleau, 1 épisode de Josée Dayan : Olaf
  - Saison 1, épisode 7 : A ciel ouvert
- 2017 : Scènes de ménages, saison 8, de Elsa Bennett et Philippe Dard
- 2017 : Clem
- 2020 : Black and White de Moussa Sène Absa
- 2021 : Nona et ses filles de Valérie Donzelli
- 2022 : Disparition inquiétante (série, épisode « Sous pression ») : Gilbert Taîeb
- 2024 : Capitaine Marleau, épisode L'Ami français : Van Doren

### Dialogues
- 2008-2009 : Seconde Chance (série télévisée)

### Émissions de télévision
- 1997 - 1999 : Le Centre de visionnage de l'émission Nulle part ailleurs sur la chaîne Canal plus dans le but de contribuer à son amélioration dans la mesure où il y aurait lieu de le faire pour Nulle part ailleurs, sur Canal+
- 1999 : La Mystérieuse affaire du t-shirt jaune de taille small au royaume de Boulgoure d'Étienne Labroue, sur Canal+
- 1999 : Les Carnets secrets du toucan de Fabrice Roger-Lacan, sur Canal+
- 2000 : Réveillon chez Édouard d’Édouard Baer, sur Canal+
- 2000 : Micro Ciné d'Étienne Labroue
- 2003 : Le Grand Plongeoir de Fabrice Roger-Lacan, sur France 2

## Théâtre

### Comédien
- 1994 : Jeffrey de Paul Rudnick, mise en scène Raymond Acquaviva
- 1996 : Léo Burckart de Gérard de Nerval, mise en scène Jean-Pierre Vincent, Comédie-Française
- 1996 : Dom Juan de Molière, mise en scène Pascal Mansuy
- 1996 : Identités d'Isabelle Nanty, Cours Florent
- 1997 : Les Amoureux de Carlo Goldoni, Théâtre du Lucernaire, Festival de Valladolid (Espagne)
- 2002-2004 : Le Grand Mezze d'Édouard Baer et François Rollin, théâtre du Rond-Point
- 2004 : Dédé d'Henri Christiné, mise en scène d'Olivier Desbordes
- 2006-2007 : Roland Menou, One man show de Roland Menou et Audrey Tautou, mise en scène Isabelle Nanty et David Nathanson, Théâtre de Dix-heures, Théâtre des Blancs-Manteaux et plusieurs théâtres parisiens
- 2010-2011 : Nono de Sacha Guitry, mise en scène Michel Fau, Théâtre de la Madeleine, tournée
- 2013 : Tephra Formations de Robert Stadler et Philippe Katerine ; Centre Pompidou
- 2014 : Le Misanthrope de Molière, mise en scène Michel Fau, Théâtre Montansier, Théâtre de l'Œuvre
- 2016 : Peau de vache de Pierre Barillet et Jean-Pierre Gredy, mise en scène Michel Fau, Théâtre Antoine
- 2018 : Fric-Frac d'Édouard Bourdet, mise en scène Michel Fau, Théâtre de Paris

### Auteur
- 2006 : Roland Menou, One man show coécrit avec Audrey Tautou
- 2011 : Récital emphatique, mise en scène Michel Fau, Théâtre des Bouffes-du-Nord puis Théâtre Marigny

## Distinctions
- 2006 : Prix seul en scène, pour le one man show Roland Menou, par Société des auteurs et compositeurs dramatiques
- 2019 : Grand prix du jury à la 24e édition du Festival Fenêtre sur Court de Dijon, pour Amor Maman